# 神奈川県立逗葉高等学校
神奈川県立逗葉高等学校（かながわけんりつずようこうとうがっこう）は、かつて神奈川県逗子市桜山にあった公立（県立）の高等学校。校名は、逗子市と葉山町の境にあることから付けられた。

## 概要

### 設置学科
- 全日制課程
  - 普通科

## 沿革
- 1978年（昭和53年）4月 神奈川県立追浜高等学校内にて開校。
- 1979年（昭和54年）3月 現在地に移転
- 2023年（令和5年）
  - 4月1日 - 神奈川県立逗子高等学校と統合し、神奈川県立逗子葉山高等学校が開校[1]。

## 各種交流

### 高大教育連携
- 文教大学
- 神奈川大学
- 関東学院大学
- 日本大学生物資源科学部

## 同窓会
- 桜濤会

## 交通アクセス
- JR横須賀線東逗子駅 徒歩18分
- JR横須賀線逗子駅・京急逗子線逗子・葉山駅よりバス
京浜急行バス 逗18系統イトーピア中央公園行「逗葉高校前」下車。
京浜急行バス 逗17系統葉桜団地行「才戸坂上」下車 徒歩8分。

## 著名な出身者
- 若山照彦[2][3][4] - 生物学者（山梨大学教授、同大学発生工学研究センター前センター長）
- 荒嶋恵里子 - 気象予報士
- 勇直子 - 女優
- 堀内健 - お笑い芸人（ネプチューン）
- 北村隆二 - サッカー選手（松本山雅FC）
- 小野裕二 - サッカー選手（サガン鳥栖）
- 伊東純也 - サッカー選手（スタッド・ランス）
- 鈴木将也 - サッカー選手（SC相模原）
- 伊池翔吾 - サッカー選手（横浜スポーツ&カルチャークラブ）
- 井上和馬 - サッカー選手（横浜スポーツ&カルチャークラブ）
- 福田健介 - サッカー選手（V・ファーレン長崎）